# Bart Dodson
Bart Dodson es un deportista estadounidnse que compitió en atletismo adaptado. Ganó veinte medallas en los Juegos Paralímpicos de Verano entre los años 1984 y 2000.

## Palmarés internacional
| Juegos Paralímpicos | Juegos Paralímpicos                                        | Juegos Paralímpicos | Juegos Paralímpicos |
| Año                 | Lugar                                                      | Medalla             | Prueba              |
| ------------------- | ---------------------------------------------------------- | ------------------- | ------------------- |
| 1984                | Nueva York (Estados Unidos) Stoke Mandeville (Reino Unido) | Medalla de oro      | Club 1A             |
| 1984                | Nueva York (Estados Unidos) Stoke Mandeville (Reino Unido) | Medalla de oro      | Pentatlón 1A        |
| 1984                | Nueva York (Estados Unidos) Stoke Mandeville (Reino Unido) | Medalla de plata    | 200 m 1A            |
| 1988                | Seúl (Corea del Sur)                                       | Medalla de oro      | 4 × 100 m 1A-1C     |
| 1988                | Seúl (Corea del Sur)                                       | Medalla de oro      | 4 × 200 m 1A-1C     |
| 1988                | Seúl (Corea del Sur)                                       | Medalla de plata    | 100 m 1A            |
| 1988                | Seúl (Corea del Sur)                                       | Medalla de bronce   | 1500 m 1A           |
| 1988                | Seúl (Corea del Sur)                                       | Medalla de bronce   | Maratón 1A          |
| 1992                | Barcelona (España)                                         | Medalla de oro      | 100 m TW1           |
| 1992                | Barcelona (España)                                         | Medalla de oro      | 200 m TW1           |
| 1992                | Barcelona (España)                                         | Medalla de oro      | 400 m TW1           |
| 1992                | Barcelona (España)                                         | Medalla de oro      | 800 m TW1           |
| 1992                | Barcelona (España)                                         | Medalla de oro      | 1500 m TW1          |
| 1992                | Barcelona (España)                                         | Medalla de oro      | 5000 m TW1          |
| 1992                | Barcelona (España)                                         | Medalla de oro      | 4 × 100 m TW1-2     |
| 1992                | Barcelona (España)                                         | Medalla de oro      | 4 × 400 m TW1-2     |
| 1996                | Atlanta (Estados Unidos)                                   | Medalla de plata    | Maratón T50         |
| 1996                | Atlanta (Estados Unidos)                                   | Medalla de bronce   | 800 m T50           |
| 2000                | Sídney (Australia)                                         | Medalla de oro      | 200 m T51           |
| 2000                | Sídney (Australia)                                         | Medalla de bronce   | 400 m T51           |